# Aggersundbrug
De Aggersundbrug (Deens: Aggersundbroen) is een brug bij Aggersund in Denemarken. De brug overspant sinds 1942 het Limfjord. Op 18 juni 1942 werd de brug officieel geopend.
Over de brug loopt de Primærrute 29. Deze weg loopt van Hobro op Jutland naar Hanstholm op Vendsyssel-Thy.